# Чому зникла шапка-невидимка
«Чому зникла шапка-невидимка» — український ляльковий фільм 1991 року студії Укранімафільм, режисер - Леонід Зарубін.

## Сюжет
За мотивами казки Лариси Письменної. Одного разу хлопчик разом зі своїм вірним песиком зустріли в лісі Бабу Ягу. Їм дісталася від неї шапка-невидимка, створена виключно для того, щоб робити добрі вчинки, допомагаючи іншим людям. Тепер юний герой щосили намагається допомогти всім оточуючим, але це часто призводить до непорозумінь і безглуздих ситуацій.

## Над фільмом працювали:
- Леонід Зарубін (кінорежисер);
- О. Якименко (автор сценарію);
- Наталя Охотимська (художники-постановники);
- Олександр Осадчий (композитор);
- Тамара Іваницька (оператор);
- Ігор Погон (звукооператор);
- Жан Таран, Елеонора Лисицька (мультиплікатори);
- Анатолій Радченко, Вадим Гахун, В. Яковенко, І. Киреєв, А. Шевчук (художники);
- Г. Свєчніков (у титрах Г. Свечніков), Олександр Ніколаєнко, В. Подольна (асистенти);
- Лідія Мокроусова (режисер монтажу);
- Євген Назаренко (редактор);
- Надія Ясієвич (директор картини).